# Euonymus baekdusanensis
Euonymus baekdusanensis är en benvedsväxtart som beskrevs av M.Kim. Euonymus baekdusanensis ingår i släktet Euonymus och familjen Celastraceae. Inga underarter finns listade.